# Іван Яремин
о. Іван Яремин (пол. Jan Jaremin; 8 квітня 1910, Ланчин — 13 травня 2007, Пасленк) — отець митрат, почесний крилошинин греко-католицької Перемиської капітули, настоятель греко-католицької парафії в Пасленку та Ельблонгу. Діяч культурно-релігійного відродження українців депортованих в рамках злочинної операції Вісла 1947 р. на терени коло Ельблонга, Вармінсько-Мазурського воєводства, Польща.

## Молоді роки
Народився у с. Ланчин Надвірнянського повіту, син Миколая та Марії (Голіней) (активні діячі т-ва «Просвіта»). Від 1921 до 1929 рр. навчався у Коломийській гімназії. Був в 19 курені ім. М. Залізняка в Коломиї (зі ступенем учасника), Був випускником Греко-католицької Богословської Академії у Львові. Тут перебував у 13 курені ім. св. Володимира Великого. Висвячений на священника 15 лютого 1936 року Владикою Іваном (Бучком) в Соборі св. Юра у Львові.

## Душпастирська праця в Галичині
с. Крилос (Галицький д-т, Львівська архиєпархія), 1936—1940 — сотрудник, душпастирював у селах Козина і Пітрич, водночас проводячи громадську роботу в кооперативі. Під час першої радянської окупації взимку 1939-40 років нова влада вивезла до Сибіру третину його парафіян. Щоб вберегтися від вивезення у Сибір отримав направлення у с. Великі Грибовичі Жовківського р-ну Львівської обл., куди переїхав з родиною. 1944 р. під час фронтових боїв переїхав з родиною із у с. Райське Ліського пов. Оселився разом із сім'єю у рим.-кат. сс. шариток, у яких також відправляв Служби Божі (за його споминами, сестри надавали матеріальну допомогу УПА).

## Депортація та ув'язнення в таборі примусової праці в Явожні
На початку травня 1947 р. в рамках опреації «Вісла» родина о. Івана Яремина була виселена з цього села. Заарештований співробітниками Польської комуністичної служби безпеки на збірному пункті в с. Волковия Ліського пов., доставлений до тюрми безпеки у м. Сянік. До табору у Явожно прибув 14 травня 1947 р. (табірний № 354). У таборі серед інших українців терпів жорстокі допити та голодував.

Є. Мисило (2022) наводить фрагмент свідчень о. Яремина про перебування в таборі:
«Запитали мене, чи я знаю за що я тут перебуваю. Відповів, що ні. Тоді один з них перевернув мене, а другий почав бити гумовою палкою по п'ятках. Пам'ятаю, що було це було дуже болісне. Тоді ще раз мене запитали, чи я знаю, за що тут перебуваю. Тоді дали мені спокій та наказали йти до бараку».

Звільнений після 18 місяців 12 грудня 1948 р.

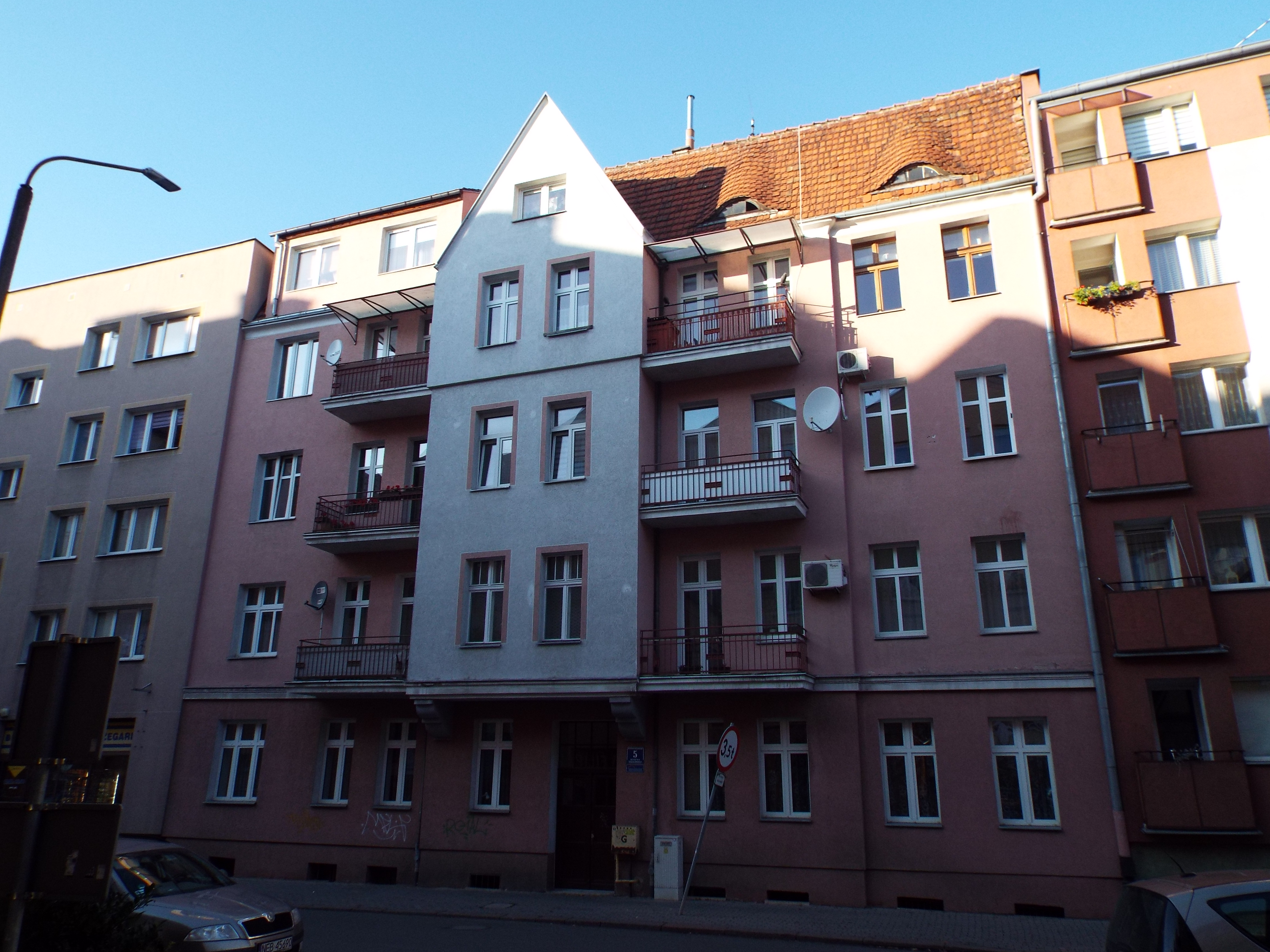
Будинок, в якому за адресою вул. Нічмана (Nitschmanna) 5 кв. 6 мешкав о. Іван Яремин. Фото 2019 р.

## Душпастирська робота для виселених українців в Ельблонгу та околицях

### Поселення в Ельблонгу
З табору подався у м. Ґурово-Ілавецьке Ольштинського воєв., де жила після виселення дружина Любомира з сином Богданом і донькою Евлалією та наймолодший брат священника — Роман.
1949 р. відбув тритижневий курс латинського обряду в м. Ельбльонґ, після чого був призначений вікарієм римсько-католицького пароха о. кан. Вацлава Гіпша в парафії св. Миколая в Ельбльонґу. Також о. Іван Яремин став капеланом по Ельблонзьким шпиталям, зокрема у міському шпиталю в Ельблонгу, де служив в римському обряді. Від 1949 р. проживав в Ельблонзі за адресою вул. Nitschmanna 5 кв. 6.

### Настоятель в Пасленку

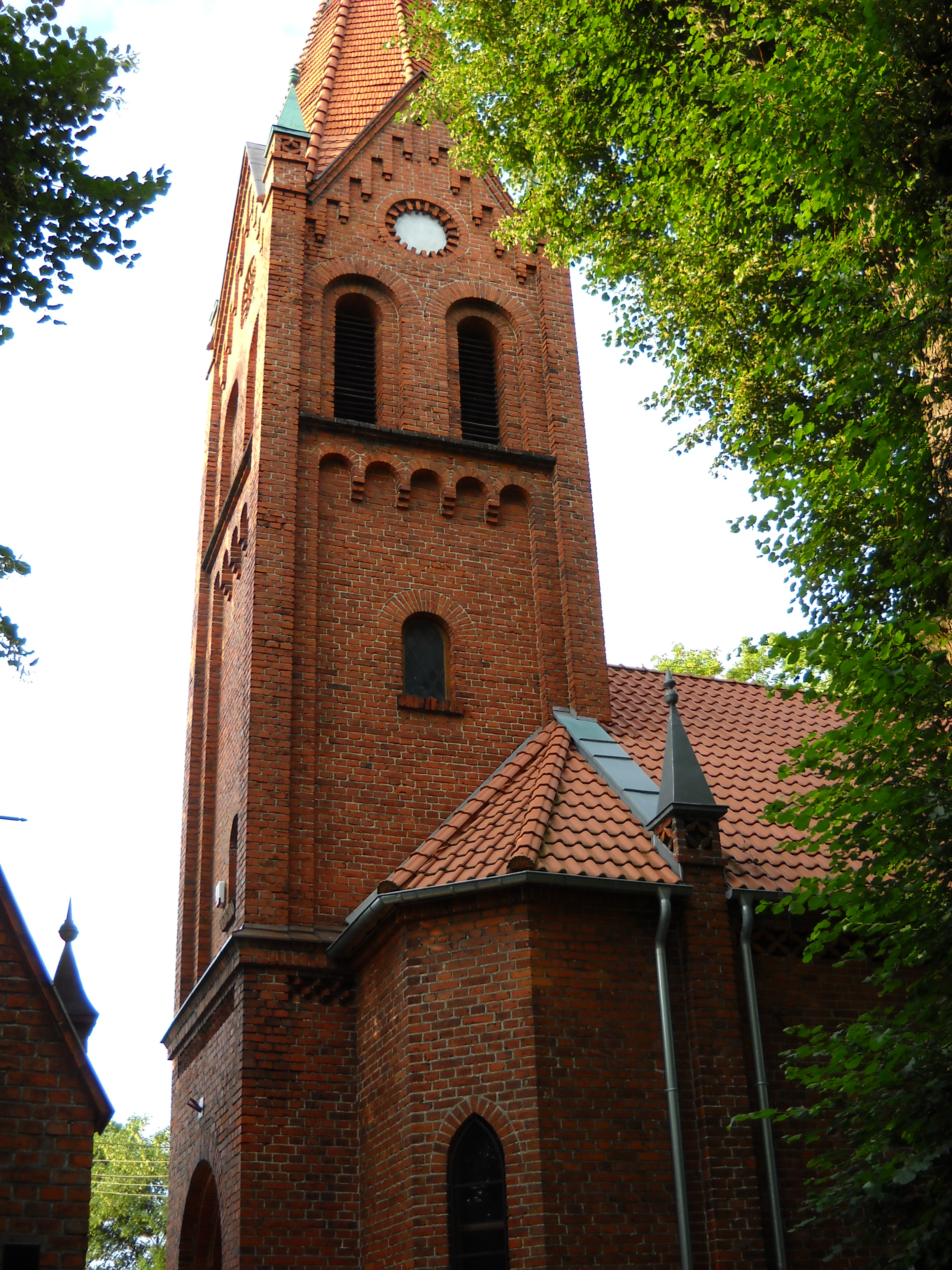
Греко-католицька церква Різдва Діви Марії у Пасленку, при якій виникла парафія в якій правив о. Іван Яремин

В результаті політичної відлиги 1956 р. в кількох найближчих місцевостях греко-католицькі священники почали неофіційно відправляти богослужіння в греко-католицькому обряді. Вже діяли започатковані о. Василем Гриником парафії в Циганку та Дзежгоні. Після 1956 р., з ув'язнення вийшов Стефан Вишинський. Відбулися політичні зміни, змінилося відношення влади до релігії. З 1952 р., коли розпочалася діяльність греко-католицького приходу в Циганку біля Нового Двору, а від 1957 р. в Дзежґоні, українці з околиць Пасленка починають робити зусилля що утворення парафії у Пасленку. Утворюється комітет, який добивається від о. єпископа Романом Вільчинським — адміністратора Вармінської диоцезії, утворення греко-католицької парафії в Пасленку. Єпископ Роман Вільчинський наказав місцевому римсько-католицькому пробощу надати доступ греко-католикам до костелу з метою греко-католицьких богослужінь. Згідно декрету Стефана Вишинського настоятелем парафії Різдва Богородиці стає о. Іван Яремин, який повертається до греко-католицького обряду. 7 квітня 1959 р. Іван Яремин відслужив першу греко-католицьку службу в Пасленку, куди доїжджав з Ельблонга.

### Створення парафії в Ельблонгу

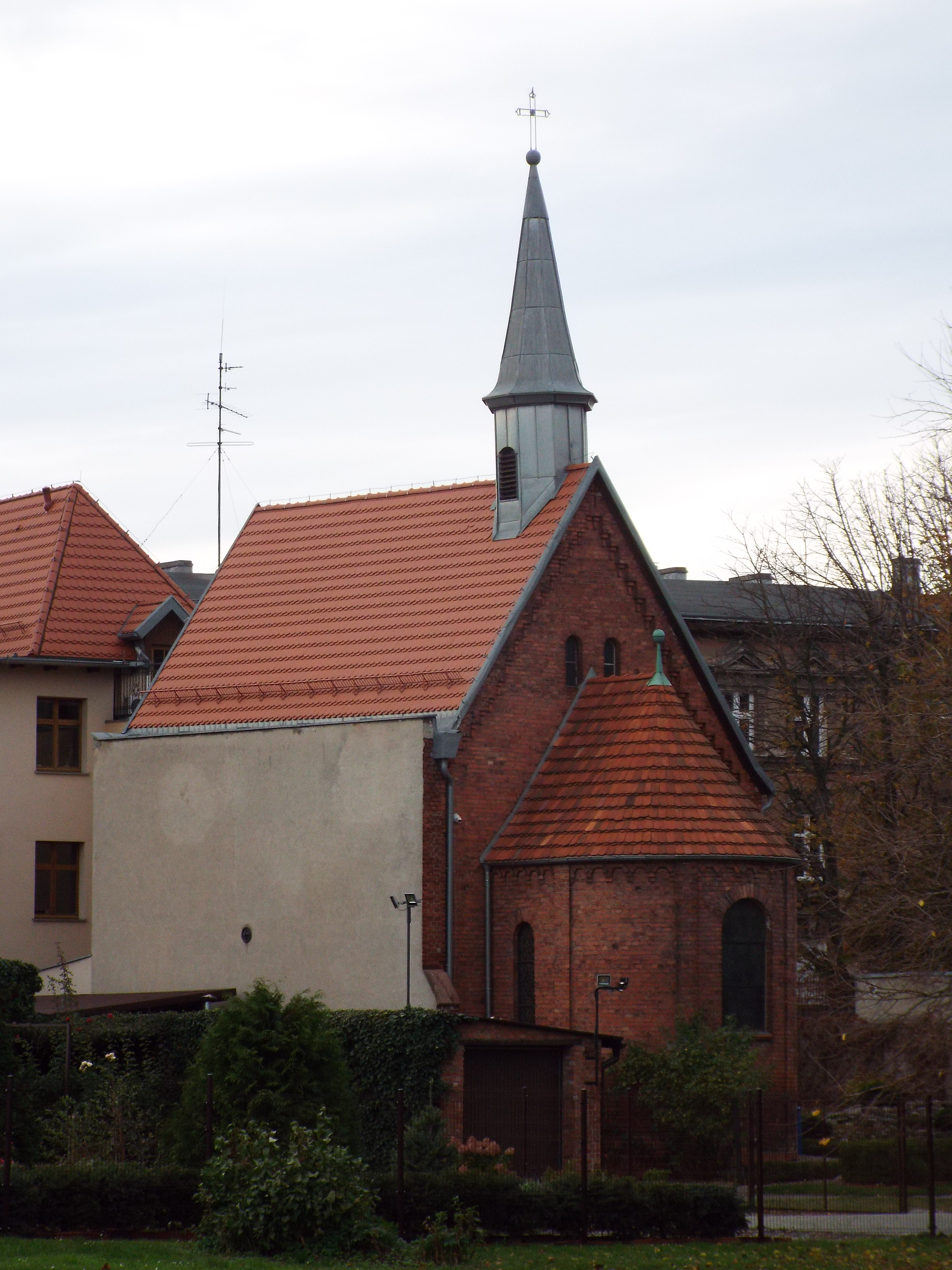
Каплиця сестер катажинек, у якій з 1974 р. проводив греко-католицькі богослужіння в Ельблонгу о. Іван Яремин. Фото 2019 р.

Маючи у себе священника, парафіяни з Ельблонга також розпочали старання щодо богослужінь на теренах міста. Адже у 1961 р. в Ельблонгу діяв відділ Українського суспільно-культурного товариства. Його голова Лев Горак разом з отцем Яреминим активно працював з місцевими українством, намагаючись активізувати його на релігійне та суспільно-культурне життя. о. Іван Яремин та Лев Горак відвідували найвіддаленіші села, де знаходили українців та намовляли їх до відновлення українського культурного та релігійного життя. Влаштувалися свята, коляда. На той час така діяльність була пов'язані з великим ризиком. Невтомна діяльність о. Івана Яремина призвела до створення нової української греко-католицької парафії в Ельблонгу. Тут червні 1974 р. в каплиці сестер катажинек на вул. Zamkowa 17 розпочато регулярно відправляти греко-католицькі служби. Служби тривали тут аж до моменту їх переходу в каплицю по вул. R. Traugutta 15 (1981 р.), яка до 2021 р. слугувала українською греко-католицькою церквою Різдва св. Іоанна Предтечі (наразі повернута лютеранам). Сестри катажинки не дозволяли українцям якогось спеціального вистрою в каплиці, тож греко-католики лише служили літургію і розходилися. Але і то вже було великим досягненням. Також час від часу о. Іван Яремин служив і по інших католицьких костелах. Українці приносили лише ікону і так служили. Серед таких місць - костел св. Павла в північній частині міста.

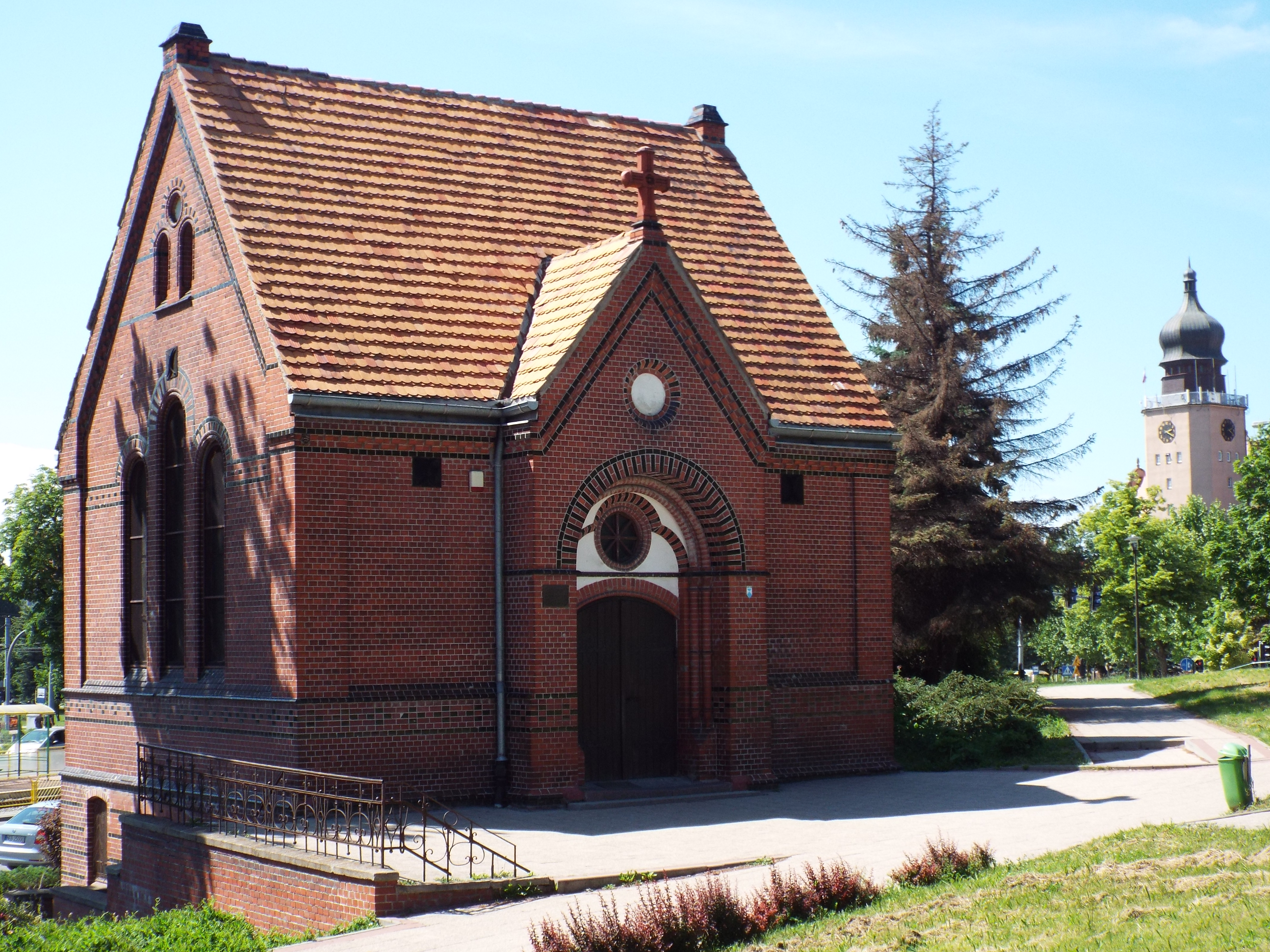
Колишня цвинтарна лютеранська каплиця костелу св. Анни — з 1981 р. місце греко-католицьких богослужінь в Ельболонгу. Фото 2018 р.

За вармінського єпископа Едмунда Піща низку храмів, які по факту використовували греко-католики, було їм передано. Загалом було передано близько 12 храмів, які римським католикам не були критичні. Так коло 1981 р. (цього року було виконано розписи) українцям було дозволено служити в колишній цвинтарній каплиці св. Анни на вул. R. Traugutta 15. 1984 р. греко-католики отримали цю каплицю у власність. Вона стала церквою Різдва св. Іоанна Предтечі, якою ельблонзькі українці користувалися до Різдва 2021 р..

### Останні роки життя

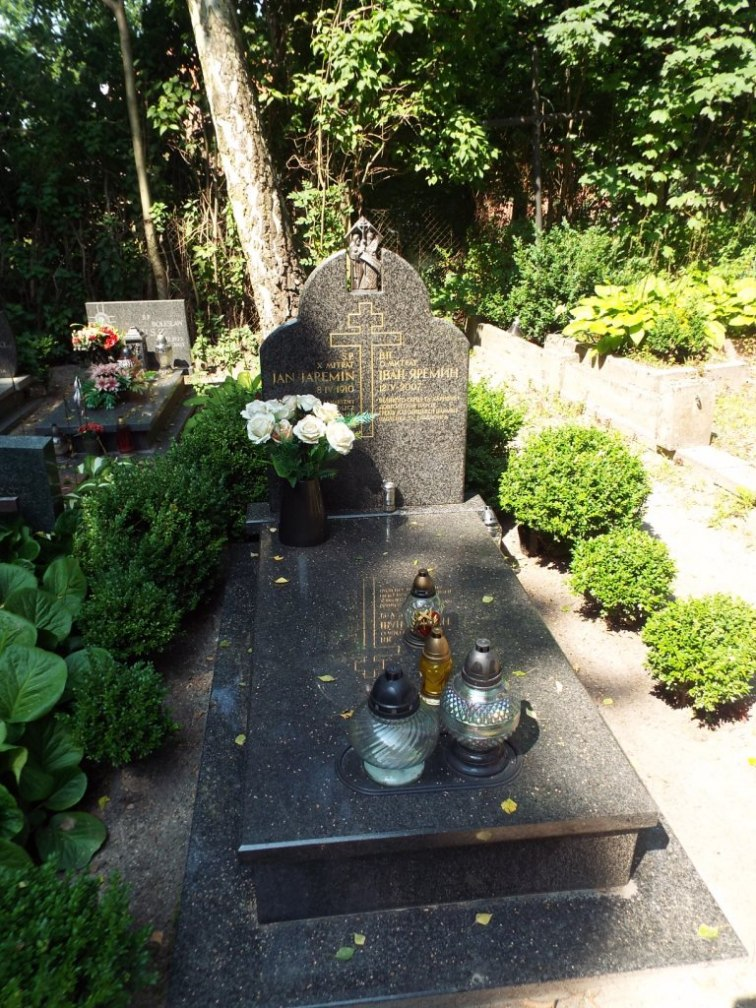
Могила Івана Яремина в Пасленку

1976 р. о. Іван Яремин іменований почесним крилошинином греко-католицької Перемиської капітули. 21 вересня 1991 р. о. Іван вийшов на пенсію. Визнаючи його заслуги для греко-католицької церкви його піднесено до рангу мітрата, що урочисто здійснив о. єпископ Іван Мартиняк. 15 лютого 1996 р. пасленська парафія та кафедра Св. Миколая в Ельблонгу святкували 60-річчя о. Івана Яремина. В урочистості взяли участь єпископи Іван Мартиняк та Анджей Слівінський та 10 греко-католицьких та 5 католицьких священників. Після виходу на пенсію далі активно включався у життя церкви та духовно підтримував парафіян. 10 травня 1997 р. парафіяни з Пасленка та Ельблонга на чолі з о. Іваном Яреминим відвідали українську урочистість на терені колишнього табору праці в Явожні. Кілька останніх років перебував під опікою сестер василіянок у Пасленку. Помер 12 травня 2007 р., похорон відбувся 18 травня у церкві в Пасленку. Могила о. Івана Яремина знаходиться направо від входу до української греко-католицької церкви Різдва пресвятої діви Марії в Пасленку.

## Увічнення пам'яті
Пам'ять про о. Яремина бережуть українські громади Ельблонга, Пасленка, Годково та інші. Він є великим авторитетом на прикладі якого місцеві священники виховують своїх парафіян. В річницю його смерті правиться заупокійна літургія, а його могила є місцем української національної пам'яті на теренах оселення після депортації.